# Hôtel-Dieu Saint-Jacques
L'Hôtel-Dieu Saint-Jacques est un ancien établissement hospitalier de Toulouse situé 2 rue Charles-Viguerie. Déjà en fonction dès le XIIe siècle sur la rive gauche de la Garonne, il devient le plus grand hôpital toulousain à la suite de ses nombreux agrandissements aux XVIIe et XVIIIe siècles.
L'édifice est inscrit puis classé Monument historique en 1986 et 1988, à l'instar de la basilique Saint-Sernin il est également inscrit au patrimoine mondial de l'UNESCO au titre des chemins de Saint-Jacques-de-Compostelle en France depuis 1998.
Les derniers malades quittent les bâtiments en 1987. L'Hôtel-Dieu héberge aujourd'hui le centre administratif du CHU de Toulouse, ainsi que l’Institut européen de Télémédecine, le centre européen de recherche sur la peau et les épithéliums de revêtement ainsi qu'un musée d’histoire de la médecine. Il persiste aujourd'hui au sein de ce bâtiment un service de soins dentaires.

## Histoire

### Moyen-Âge
L'histoire de l'Hôtel-Dieu Saint-Jacques commence en 1313, par l'unification de l’hôpital Novel et de l’hôpital Sainte Marie de la Daurade, il est à l'époque baptisé Hôpital Saint-Jacques du bout du pont.
En effet, en 1130, le prieur de la Daurade avait fait un don qui avait permis d'ériger, dans le faubourg Saint-Cyprien, une fondation hospitalière qui a pris le nom d’hôpital Sainte Marie de la Daurade. En 1180, cet hôpital avait été relié par le pont de la Daurade au chemin de Saint-Jacques de Compostelle et à Saint Sernin, achevé en 1179. Construction autorisée par le comte Alphonse Jourdain dès 1141, il comporte des boutiques à son entrée et à sa sortie, et permet aux voyageurs de traverser le faubourg San Subra (qui deviendra Saint-Cyprien) vers Toulouse intra muros après que l’hôpital se soit assuré qu’ils ne colportaient aucune peste, nom donné à toutes les maladies contagieuses et mortelles. Il a aussi été appelé à l'époque Pont-Neuf, puis Pont-Vieux (après l'ouverture du Pont-Neuf actuel) mais encore Pont-Couvert (en raison de la mise en place de cloisons latérales en bois et d'un toit en briques).
L'hôpital Novel fut lui construit en 1225, en face de l'autre bâtiment. Sa gestion fut confiée en 1257 à la Confrérie de Saint Jacques, afin de faciliter l'accueil des pèlerins.
L'hôpital est construit dans l'idéal chrétien de la charité, cependant le manque de moyens et de connaissances techniques en font un endroit plus religieux que réellement médical. L'Hôtel-Dieu est encore aujourd'hui décoré de nombreuses coquilles de Saint-Jacques (notamment une sculpture de plus d'un mètre de diamètre dans l'entrée donnant sur le Pont-Neuf), symbole de ce passé religieux. Mais il n'est pas le premier hôpital dont nous avons encore des vestiges, celui-ci étant l'hôpital Saint Raymond, qui a été construit vers 1180 mais qui est aujourd'hui un musée).

### Époque moderne
À partir de 1554, avec les débuts de la construction du Pont-Neuf par François Ier et l'abandon progressif du pont de la Daurade, très endommagé par les crues successives de la Garonne, les deux bâtiments sont agrandis, restaurés et reliés. C'est à cette époque que l'hôpital prend enfin son nom actuel.
Entre le XVIIe siècle et le XVIIIe siècle, l'hôpital est soumis à de nombreux changements architecturaux et agrandissements. Les nouvelles salles (appelées tinels) lui permettent de devenir le plus important des hôpitaux toulousains. L'aile des incurables (1702), le quartier pour les « vénériennes » ainsi que pour les femmes en couche (1750) et le mur du quai (1777), qui relie la Grave à l'Hôtel-Dieu sont ainsi construits durant cette période. Sur le plan architectural, la démolition du pont de la Daurade est complétée en 1639, et seule la dernière pile est encore visible, accolée à l'hôpital. Le grand escalier d’honneur et la verrière à l’italienne sont aussi construits en 1716. Cet escalier permet de reconnecter les deux bâtiments, et la reconstruction du quartier de Saint-Cyprien à la suite des nombreuses inondations permet à l'hôpital de créer sa deuxième cour.

### Époque contemporaine
Après avoir difficilement passé la période révolutionnaire (l'Hôtel-Dieu étant un habitat géré par les religieux, et donc le clergé), l'hôpital s'ouvre à la médecine moderne et prend progressivement son aspect actuel. L'aspect des deux cours est retravaillé : la principale, qui s'ouvre sur le Pont-Neuf, est agrémentée d'une conciergerie et ses bâtiments de la partie aval de l’aile Garonne sont surélevés, lui donnant sa symétrie actuelle entre 1864 et 1866. Du côté de la cour qui donne sur la Grave, de nouveaux bâtiments sont construits : le bâtiment Baric (en 1830) borde la Garonne, le pavillon de la Presse (destiné aux enfants atteints de maladies contagieuses) est achevé en 1884 et une nouvelle morgue est inaugurée en 1890.
Au cours du XXe siècle, les fonctions de l'Hôtel-Dieu change : bien qu'il soit en 1900 l'hôpital le plus moderne de la ville, ses services sont peu à peu transférés vers les hôpitaux de Purpan (inauguré en 1940) et de Rangueil (ouvert en 1975). Menacé de s'effondrer à cause de sa vétusté, il est profondément restauré entre 1950 et 1960, d’énormes travaux pour sauvegarder les bâtiments côté Garonne étant engagés. Les toits sont réisolés, les fondations étanchéifiées, les intérieurs et extérieurs réaménagés (avec un dédoublement des étages et des fenêtres donnant sur la première cour). Une partie de l'édifice (vestiges du vieux pont, pharmacie, chapelle des Sœurs) est inscrite au titre des monuments historiques par arrêté du 31 octobre 1986 tandis que le bâtiment principal est classé le 5 décembre 1988.
Les années d'après-guerre s'accompagnèrent également de grands bouleversements, qui impactèrent aussi l'hôpital. La qualification de Toulouse de métropole d'équilibre (métropole située en régions particulièrement développée dans les années 1960 et 70 afin de combattre l'hypercentralisation autour de Paris) en 1963 s'accompagne d'un fort développement économique et démographique : sa population passe de près de 300 000 habitants dans les années 1950 à plus de 370 000 en 1968, et en 1958, la création du CHU de Toulouse, qui réunit tous les hôpitaux toulousains, puis son rattachement à la commune en 1970 crée le besoin de bureau pour l'administration, qui après avoir été déplacer temporairement à Purpan sont réinstallés à l'Hôtel-Dieu à la fin de la construction de l'hôpital de Rangueil. En 1981, c'est au tour de la Direction générale du CHU de s’installer à l’Hôtel-Dieu, où elle va être rejointe progressivement par toutes les directions centrales. L'activité médicale s'arrête ainsi progressivement, la dernière Sœur des hospices partant en décembre 1983, et en 1987 c'est le dernier service d’hospitalisation (de stomatologie) qui quitte l’Hôtel-Dieu.

L'Hôtel-Dieu accueille aujourd'hui deux musées, le musée d’histoire de la médecine créé le 3 mai 1996 par Jean-Charles Auvergnat, et le musée des instruments de médecine, ouvert au public le 6 janvier 2005. Le 3 mars 2003, le Centre Européen de Recherche sur la Peau et les Epithéliums de Revêtement des laboratoires Pierre Fabre fut aussi inauguré. Espace de recherche mixte entre le public et le privé, il héberge 50 chercheurs. 

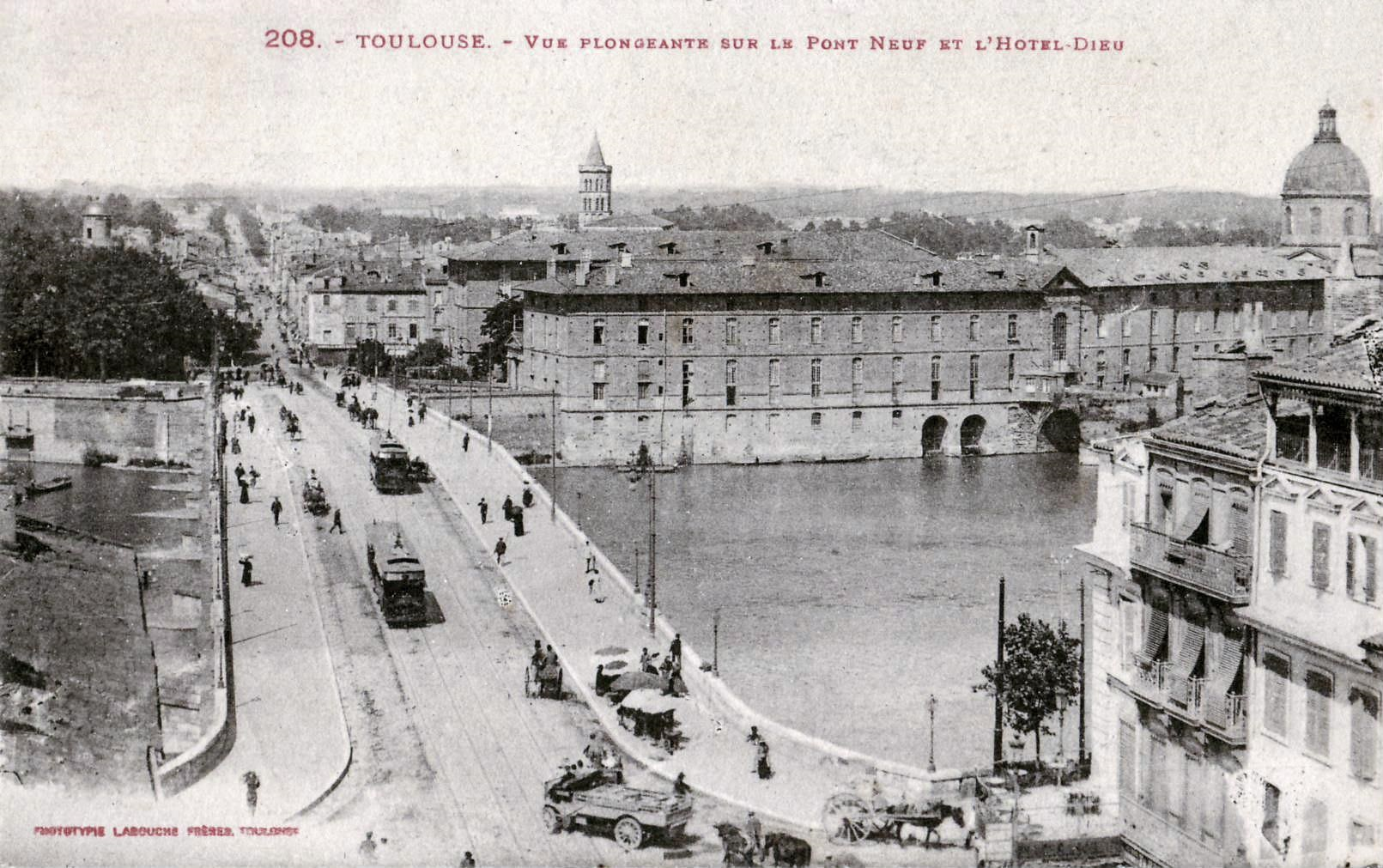
L'Hôtel-Dieu, au débouché du Pont-Neuf, dans les années 1920.
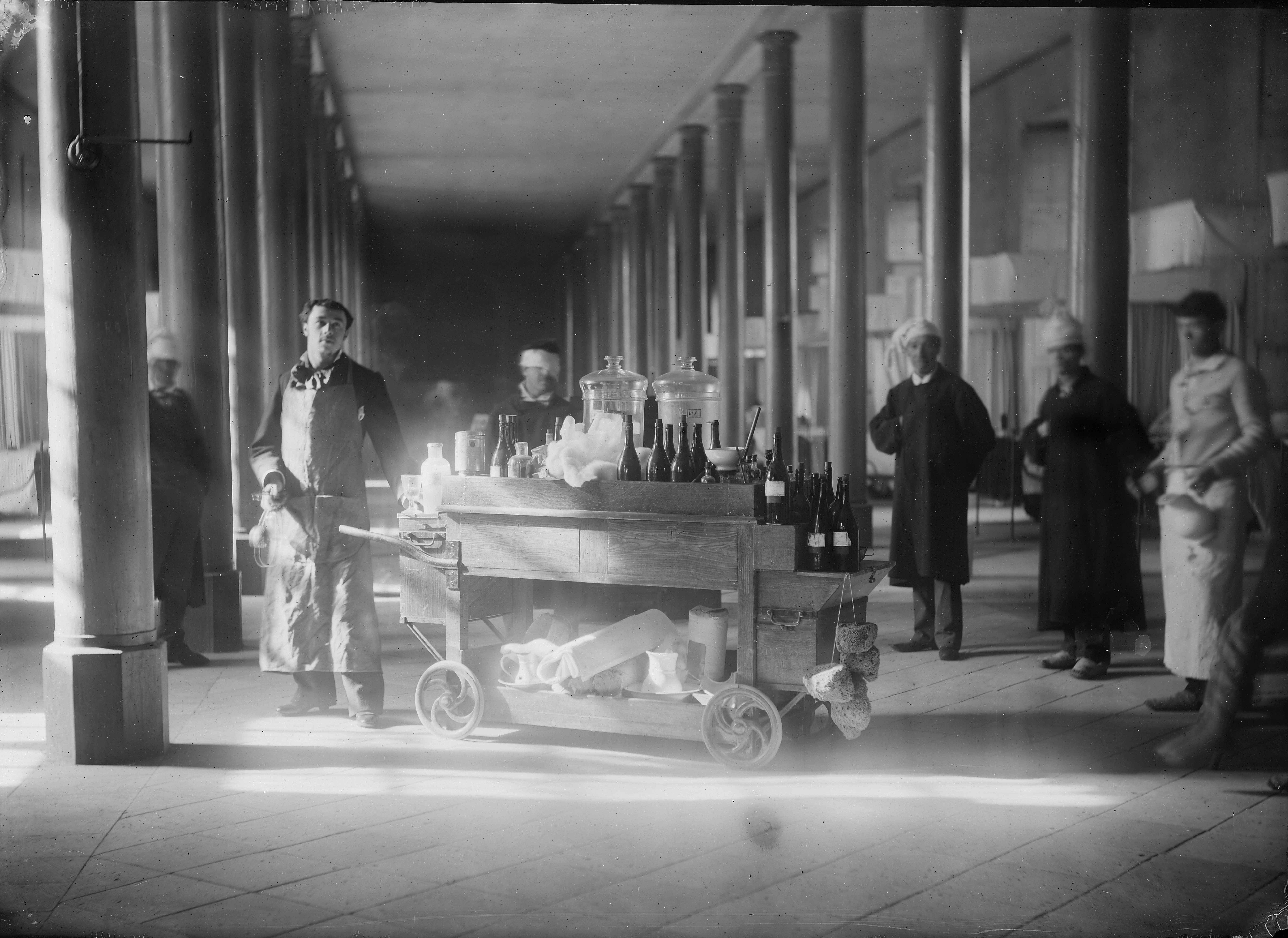
Les soins en service de chirurgie (avant 1900) Eugène Trutat MHNT.

## Galerie

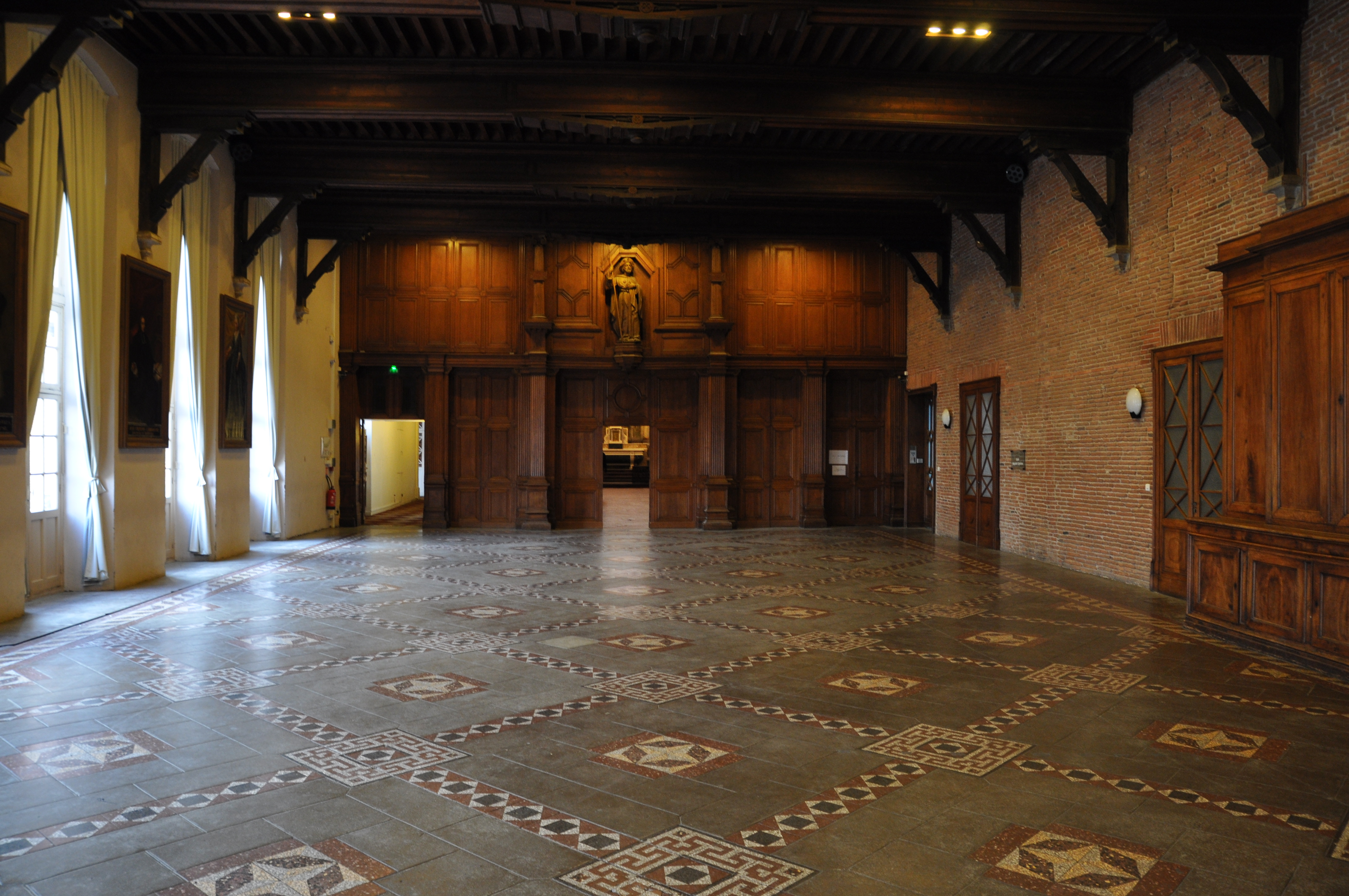
La salle des pèlerins, ou salle des pas perdus.
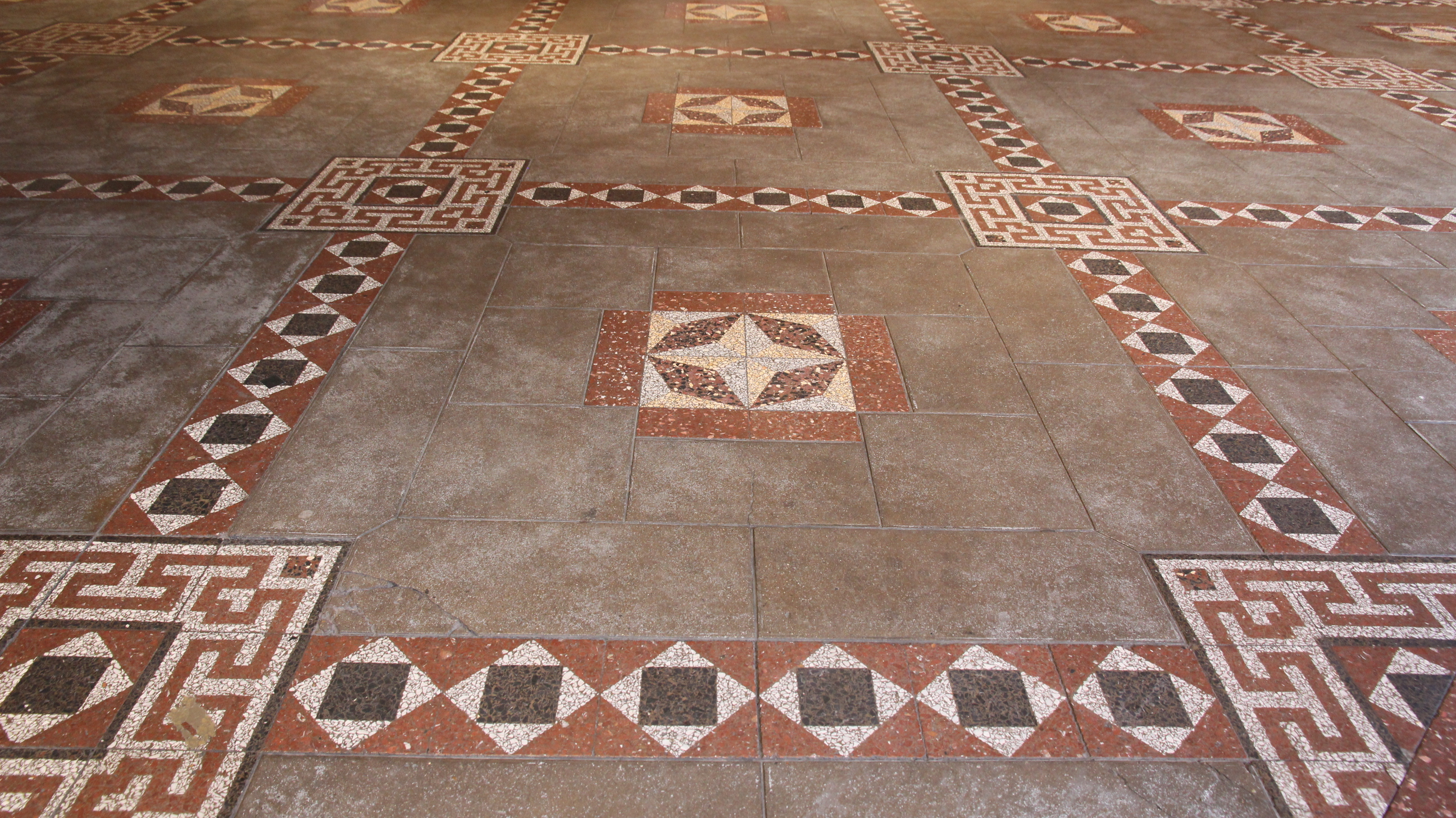
Carrelage de la salle des pas perdus.
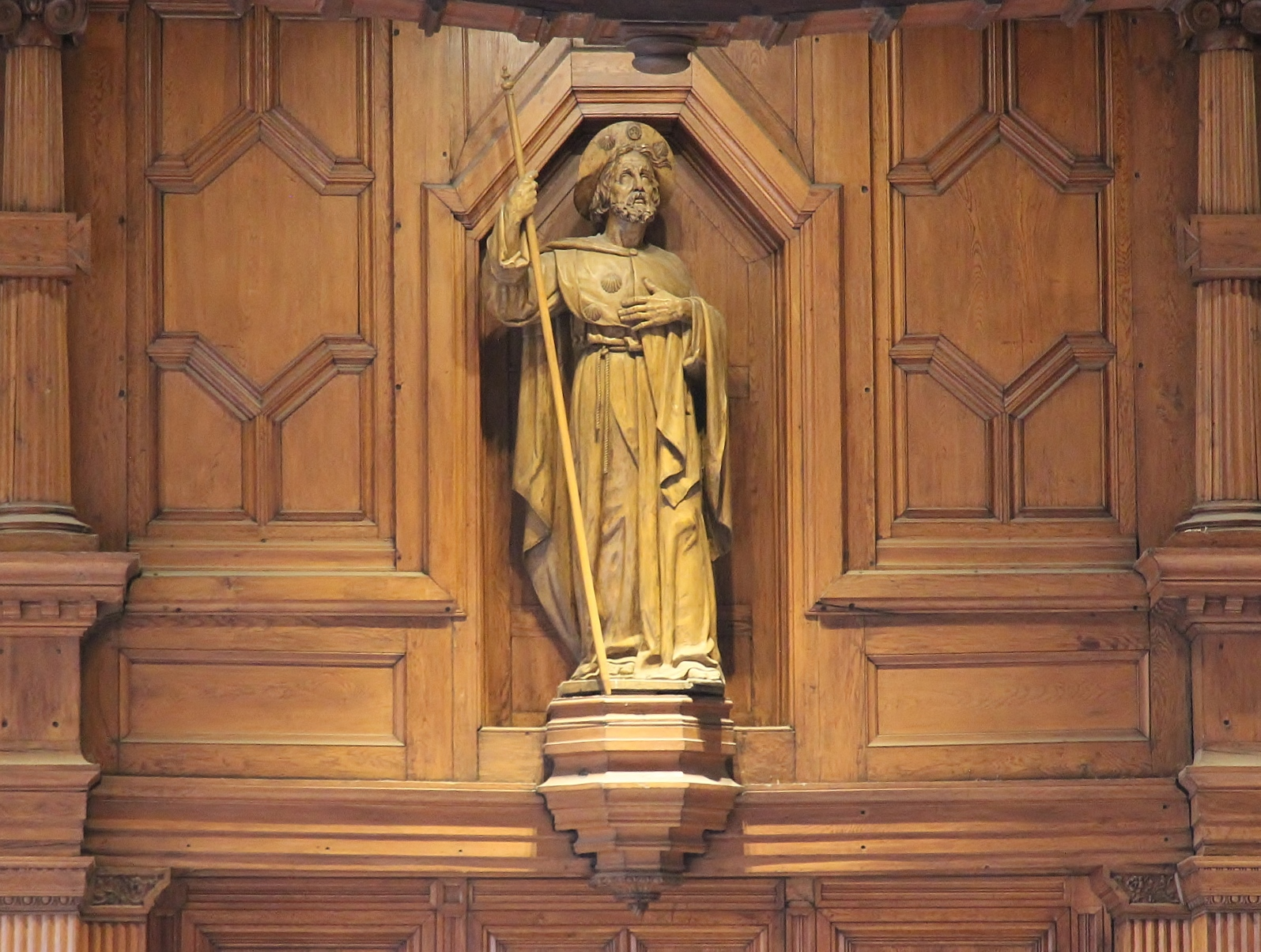
Statue de saint Jacques en bois.
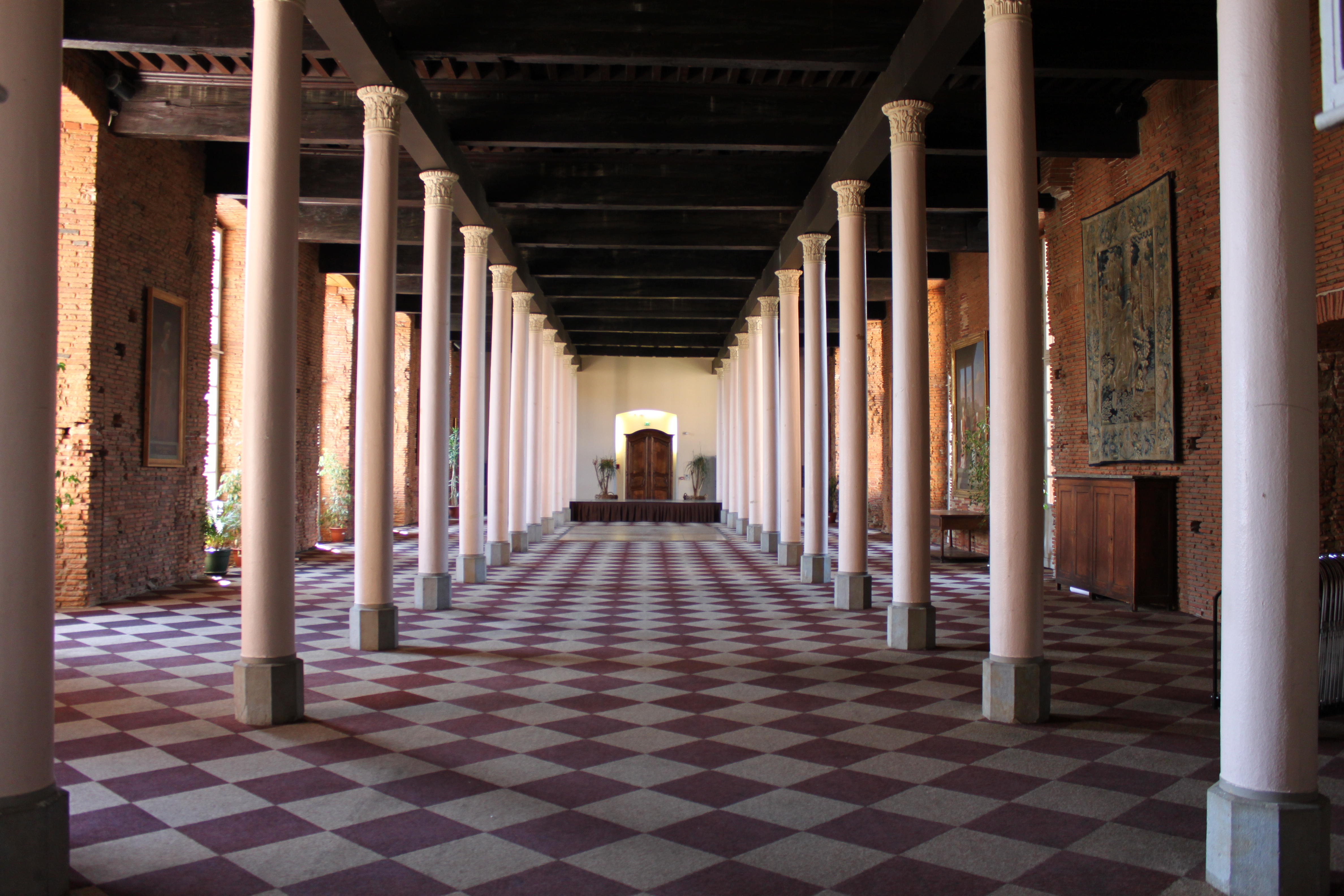
La salle des colonnes.
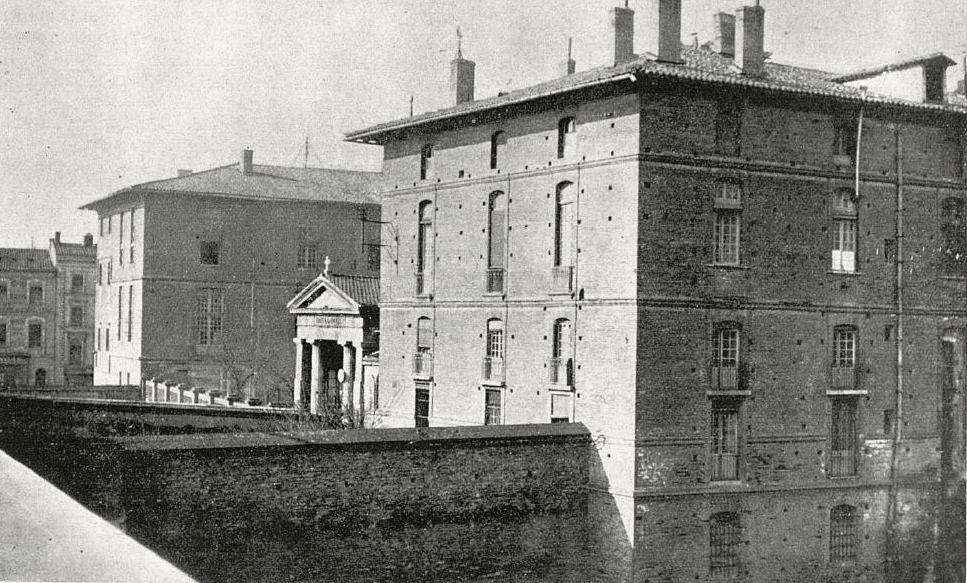
L'Hôtel-Dieu et son entrée à gauche, en 1939 depuis le Pont-Neuf.
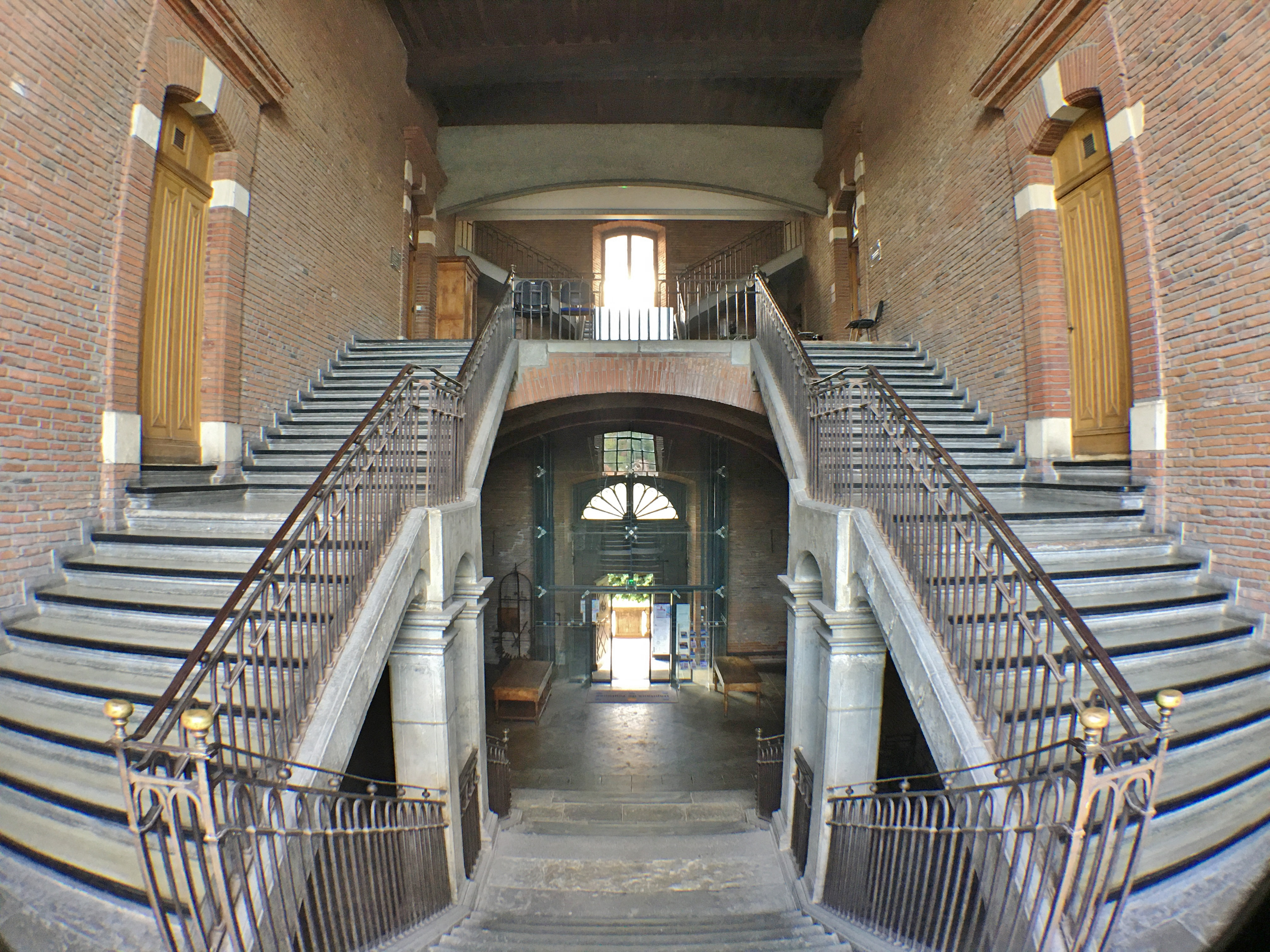
L'escalier principal.